# 2-氨基异丁酸
2-氨基异丁酸，也称为α-氨基异丁酸、AIB、α-甲基丙氨酸或2-甲基丙氨酸，是一种非蛋白氨基酸，结构式为H2N-C(CH3)2-COOH。它在自然界中很罕见，仅在陨石和一些真菌来源的抗生素中（如丙甲菌素和一些羊毛硫抗生素）发现。

## 合成
在实验室中，2-氨基异丁酸可以由丙酮氰醇通过与氨反应然后水解来制备。工业规模的合成可以通过甲基丙烯酸的选择性氢胺化来实现。

## 生物活性
2-氨基异丁酸不是蛋白氨基酸之一，并且在自然界中相当罕见（参见非蛋白氨基酸）。由于其偕二甲基基团的索普-英戈尔德效应，它是肽中强螺旋诱导剂。2-氨基异丁酸低聚物形成310螺旋。

## 核糖体掺茹肽
2-氨基异丁酸与肽合成的核糖体延伸相容。加藤等人使用Flexizyme和工程化的tRNA体来增强氨酰化AIB-tRNA物种与延伸因子P的亲和力。结果是在无细胞翻译系统中2-氨基异丁酸与肽的结合增加。伊克巴尔等人使用另一种方法来创建编辑缺陷型缬氨酸—tRNA连接酶来合成氨酰化AIB-tRNAVal。随后将氨酰化的tRNA用于无细胞翻译系统以产生含有2-氨基异丁酸的肽。